# Svenska institutet för standarder
Svenska institutet för standarder, SIS är en fristående ideell förening med medlemmar från Sveriges privata och offentliga organisationer, till exempel företag, myndigheter, kommuner och landsting, branschföreningar och frivilligorganisationer.
Arbetet bedrivs alltså i privaträttslig form, och SIS är ingen myndighet. Så har organisationsformen sett ut sedan SIS bildades.

## Verksamhet
SIS och dess medlemmar utarbetar standarder inom de flesta områden, till exempel bygg och anläggning, hälso- och sjukvård, konsumentprodukter, lednings-/managementsystem, material- och mekanteknik, miljö och säkerhet. De mest kända standarderna är ISO 9000 för kvalitetsledning och ISO 14000 för miljöledning.
SIS är medlem och representerar Sverige i den europeiska standardiseringsorganisationen CEN och i det globala samarbetet ISO. 
Huvudman för standardiseringen i Sverige är Sveriges Standardiseringsförbund som också ansvarar för det officiella registret över svensk standard. De tre svenska standardiseringsorganisationerna som, var och en inom sitt område, fastställer svensk standard är SIS, SEK Svensk Elstandard och Svenska informations- och telekommunikationsstandardiseringen, ITS.
Ofta användes tidigare SIS-märket som symbol för att olika redskap och liknande uppfyllde svensk standard och var godkända att användas. Genom EU-inträdet ska Sverige nu till stora delar anpassa olika säkerhetskrav till en gemensam europeisk nivå, som ofta fastställs i EU-direktiv och EU-förordningar. Därmed har SIS-märkningen till stora delar ersatts av CE-märkning.
En svensk standard är frivillig och blir tillämplig först när den åberopas till exempel i ett avtal mellan beställare och entreprenör. Ordet "skall" i standardtexter betyder alltså att detta är ett krav som ska uppfyllas om man vill göra anspråk på att ha följt standarden.
Standardisering bedrivs idag inom många områden. Parallellt med utveckling av standarder för ledningssystem pågår arbeten med tjänstestandarder och standarder för kirurgiska implantat. Samtidigt är det hög aktivitet inom samma områden som var aktuella på 1920-talet, till exempel rullningslager, byggmaterial och stål.
En viktig del i dagens standardiseringsarbete är standarder som harmoniserar tillämpningen av olika EU-direktiv inom Europa, så kallade harmoniserade standarder. Det gäller till exempel standarder för personlig skyddsutrustning, byggprodukter och maskinsäkerhet. Dessa standarder används sedan för typgodkännande av produkter där sådan reglering finns.

## Historia
Det var Sveriges Industriförbund och Ingenjörsvetenskapsakademin, IVA, som 1922 tog initiativet till att bilda Svenska Industriens Standardiseringskommission (SIS).
De första svenska standarderna skapades 1923. Då beslutade man sig också för i vilket format standarderna skulle tryckas. Det blev A4-formatet som gick vinnande ur striden.
Då man inte enbart arbetade för standardisering inom industri bytte man 1931 namn till Sveriges standardiseringskommission. Akronymen SIS har dock förblivit förkortningen genom alla år.
År 1947 bildades en ny internationell standardiseringsorganisation, International Organization for Standardization (ISO). SIS deltog i bildandet. Den europeiska motsvarigheten till ISO heter CEN (European Committee for Standardization) och bildades 1975.
SIS har under det gångna seklet tagit fram tusentals standarder. Några exempel är rekommendationer för datumskrivning 1963, kontoplanen 1973 och kvalitetsledningssystemet ISO 9000 år 1987.
Organisationen har genom åren bytt namn flera gånger. Det har bland annat vid olika tidpunkter i SIS historia uttytts som Standardisering I Sverige, Svensk Industri Standard. 2001 och Standardiseringskommissionen i Sverige skedde en sammanslagning av flera standardiseringsorganisationer och SIS fick namnet Swedish Standards Institute. Sedan 7 maj 2019 heter SIS Svenska institutet för standarder eller på engelska Swedish Institute for Standards.